# Responsabilidad por el incendio de Esmirna
La cuestión de quién fue el responsable de iniciar el incendio de Esmirna sigue siendo objeto de debate, ya que las fuentes turcas atribuyen mayoritariamente la responsabilidad a griegos o armenios, y viceversa. Otras fuentes, en cambio, sugieren que, como mínimo, la inactividad turca desempeñó un papel importante en el suceso.

### Relato de George Horton

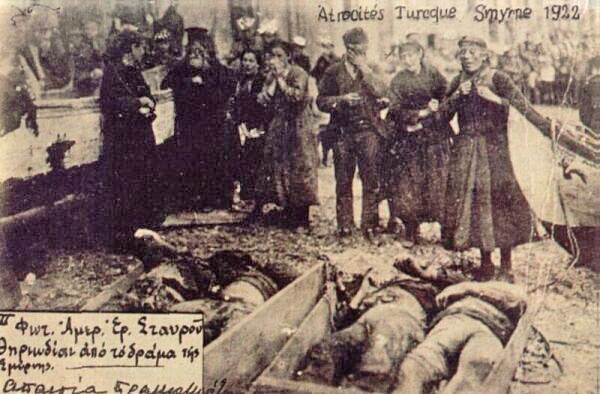
Greek refugees mourning victims of the Smyrna events.

#### Orígenes del incendio

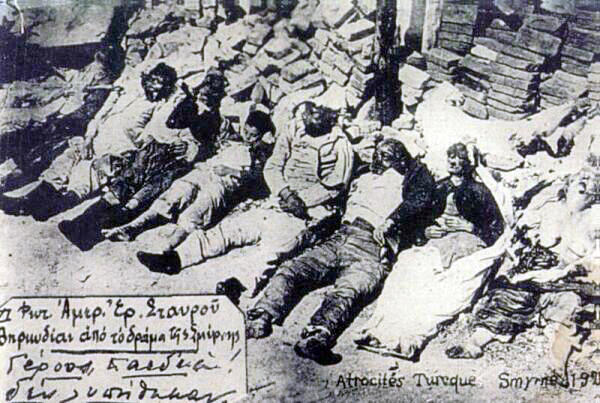
Greek victims of the Smyrna events.

#### Resumen de la destrucción de Esmirna

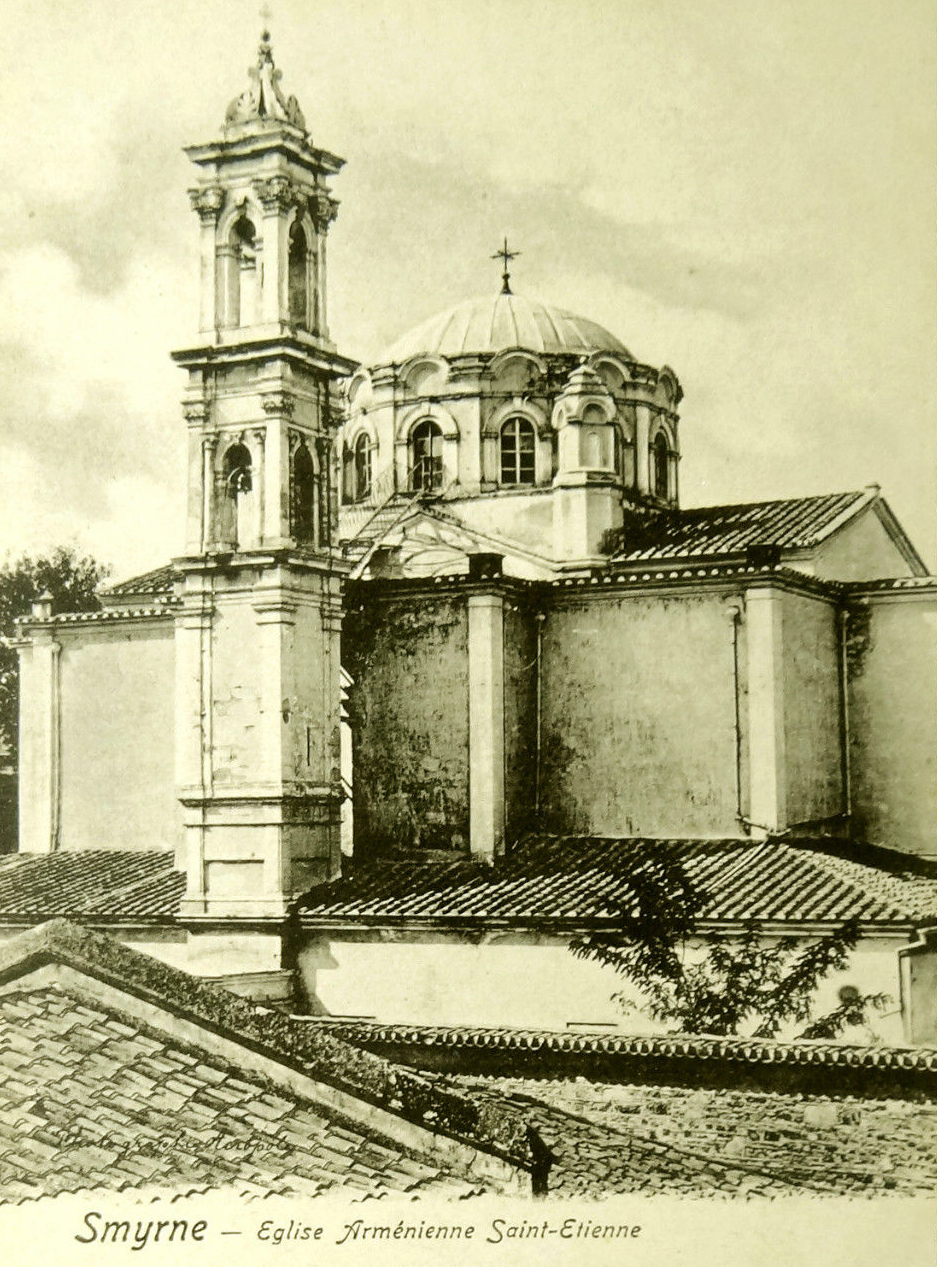
La Iglesia armenia de San Esteban, situada en el distrito de Basmane, servía a la comunidad armenia de Esmirna. Se dice que fue incendiada por las tropas turcas durante el incendio de Esmirna.

#### Falih Rıfkı Atay

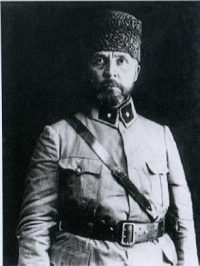
El comandante del Primer Ejército Turco Mirliva "Sakallı" Nureddin Pasha

#### El ensayo de Reşat Kasaba

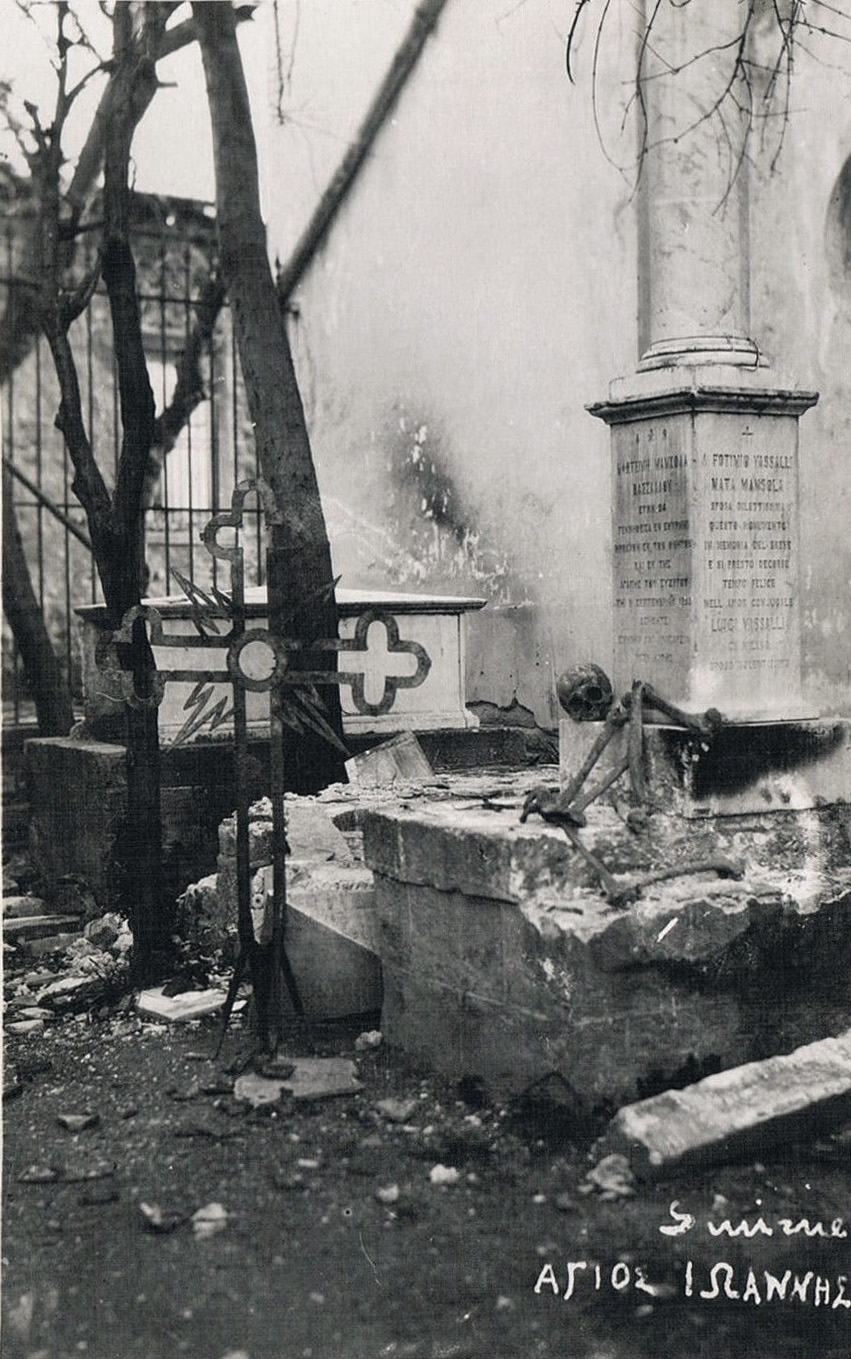
Tumbas profanadas en el cementerio griego de San Juan

#### Telegrama de Mustafa Kemal

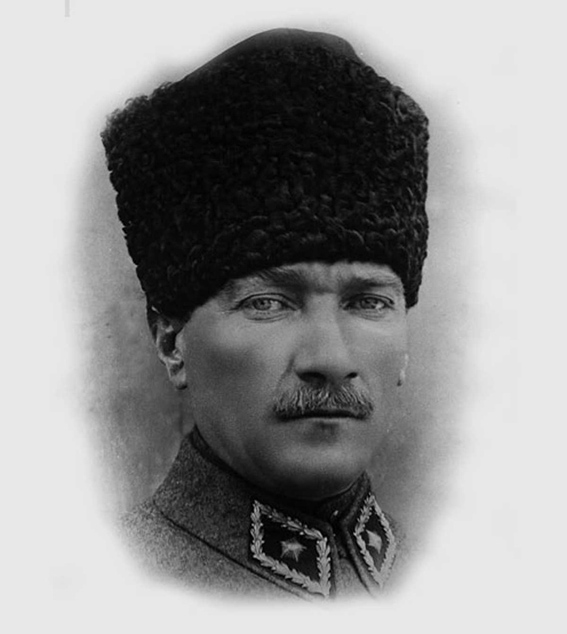
Comandante en Jefe del gobierno de la TBMM Müşir Mustafa Kemal Pasha

### Non-contemporary sources

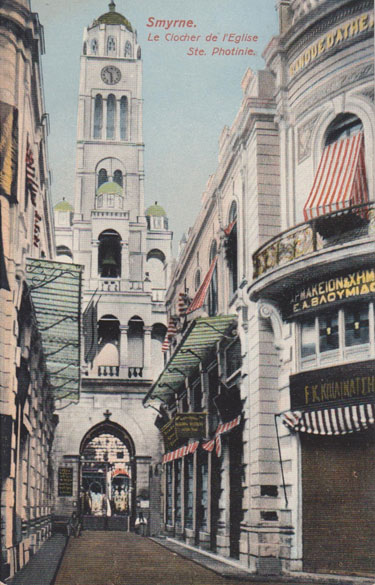
Campanario de la catedral ortodoxa griega de Santa Fotina. Fue volado intencionadamente con dinamita tras el incendio (15-20 de septiembre) por las autoridades turcas